# Borg Al Arab Sports Hall
Die Borg Al Arab Sports Hall (englisch; arabisch الصالة الرياضية ببرج العرب) ist eine Mehrzweckhalle in der ägyptischen Stadt Borg El Arab. Sie liegt neben dem Stadion Borg el-ʿArab.

## Geschichte
Die Halle wurde als Mitaustragungsort der Handball-Weltmeisterschaft der Männer 2021 gebaut. Bauherr war die Engineering Authority of Armed Forces Ägyptens. Auf einer Gesamtprojektfläche von 52.500 m² wurden mit 15.000 m³ Beton 11.000 m² Gesamtfläche bebaut. Bauträger war die Firma Gama Construction.
Die Fertigstellung war im Jahr 2020 und die Eröffnung erfolgte durch das Gruppenspiel Katar gegen Angola (30:25) am 15. Januar 2021.

## Ausstattung
Die Halle bietet auf einer Fläche von 32.000 m² einen Fitnessbereich, eine V.I.P.-Box, einen Konferenzsaal, Räumlichkeiten für Medienschaffende und TV-/Radio-Kommentatoren sowie einen Videowürfel.